# Cocky (singolo)
Cocky è un singolo dei rapper statunitensi ASAP Rocky, Gucci Mane e 21 Savage pubblicato il 16 febbraio 2018. Il brano vede la collaborazione del produttore discografico London on da Track. Il singolo fa parte della colonna sonora del film del 2018, Uncle Drew.

## Tracce
Testi e musiche di Hector Delgado, Rakim Mayers, Radric Davis, Shéyaa Joseph e London Holmes.
1. Cocky (feat. London on da Track) – 3:52

## Classifiche
| Classifica             | Posizione massima |
| ---------------------- | ----------------- |
| Canada                 | 83                |
| Stati Uniti (Rhythmic) | 35                |